# Azjoryktes
Wymarły ssak należący do pradawnych łożyskowców.

## Występowanie
Zamieszkiwał tereny dzisiejszej pustyni Gobi w okresie późnej kredy.

## Opis
Niewielkich rozmiarów. Posiadał zęby trybosfeniczne.